# Aileen Pringle
Aileen Pringle (ur. 23 lipca 1895 w San Francisco, zm. 16 grudnia 1989 w Nowym Jorku) – amerykańska aktorka filmowa.

## Filmografia
- 1920: The Cost jako Olivia
- 1923: Dusze na sprzedaż jako lady Jane
- 1925: Złodziej w raju jako Rosa Carmino
- 1929: Wall Street jako Ann Tabor
- 1936: Żona czy sekretarka jako pani Anne Barker
- 1939: Kobiety jako panna Carter, ekspedientka (niewymieniona w czołówce)
- 1944: Od kiedy cię nie ma jako kobieta (niewymieniona w czołówce)
- 1944: Laura jako kobieta (niewymieniona w czołówce)

## Wyróżnienia
Posiada swoją gwiazdę na Hollywoodzkiej Alei Gwiazd.